# Amber Holt
Amber Shirell Holt  (* 7. Juni 1985 in Duluth, Georgia, Vereinigte Staaten) ist eine ehemalige professionelle Basketballspielerin. Zuletzt spielte sie in der Saison 2012 für die Tulsa Shock in der Women’s National Basketball Association und in der Saison 2012/13 für das ungarische Team von Euroleasing Sopron.

## Karriere

### College
Bevor Holt 2004 ihr Studium am Southeastern Illinois College begann, studierte sie zunächst ein Semester an der Western Kentucky University. Am Southeastern Illinois College, spielte sie auch für die Damen-Basketball Mannschaft. Sie erzielte bereits in ihrer ersten Saison durchschnittlich 20,3 Punkte, 10,9 Rebounds und 3,6 Steals pro Spiel. Auch in den darauffolgenden Saisons konnte sie ungefähr diesen Schnitt halten. 2006 wechselte sie zur Middle Tennessee State University, wo sie dann 2008 auch schließlich ihren Abschluss machte.

### Women’s National Basketball Association
Amber Holt wurde im WNBA Draft 2008 von den Connecticut Sun an der neunten Stelle ausgewählt. Ihr WNBA-Debüt feierte sie in einem Preseason-Spiel gegen die Minnesota Lynx. Bereits in ihrer ersten Saison stand sie in allen Saisonspielen in der Startformation der Sun und wurde am Ende der Saison 2008 in das All-Rookie-Team der Liga berufen. In diesem Jahr erreichte sie auch zum ersten Mal in ihrer WNBA-Karriere die Playoffs, die aber mit einer Niederlage in der ersten Runde gegen die New York Liberty endeten. In der zweiten Saison für die Sun reduzierten sich aber ihre Spielanteile und auch die Punkteausbeute.
Ab der Saison 2010 spielte sie dann für das Team der Tulsa Shock. Dort stand sie wieder regelmäßiger in der Startformation des Teams, konnte auch ihren Punkteschnitt steigern, aber der mannschaftliche Erfolg blieb aus. Dies änderte sich auch in den beiden Saisons für die Shock kaum.
Nach der Saison 2012 bestritt Holt keine Spiele mehr in der WNBA. Bis zu diesem Zeitpunkt bestritt sie in 5 WNBA-Saisons in der regulären Saison 140 Spiele, dabei stand sie 92 Mai in der Startformation und erzielte 962 Punkte, 405 Rebounds und 258 Assists. In 3 Playoff-Partien (davon eine in der Startformation) erzielte sie 11 Punkte, 12 Rebounds und 4 Assists.

### Europa
In der Saisonpause der WNBA spielte Holt wie viele WNBA-Spielerinnen regelmäßig für Vereine in Europa. Dabei stand sie lange Zeit für das ungarische Team von Euroleasing Sopron auf dem Platz.

## Auszeichnungen

### College
- 2005: NJCAA All-American Second Team
- 2006: Kodak All-American
- 2006: NJCAA All-American First Team
- 2007: All-Sun Belt First Team